# NGC 6898
NGC 6898 је спирална галаксија у сазвежђу Јарац која се налази на NGC листи објеката дубоког неба.
Деклинација објекта је - 12° 21' 32" а ректасцензија 20h 21m 8,0s. Привидна величина (магнитуда) објекта NGC 6898 износи 13,6 а фотографска магнитуда 14,5. NGC 6898 је још познат и под ознакама MCG -2-52-2, IRAS 20183-1231, PGC 64517.